# Pietro d'Abano

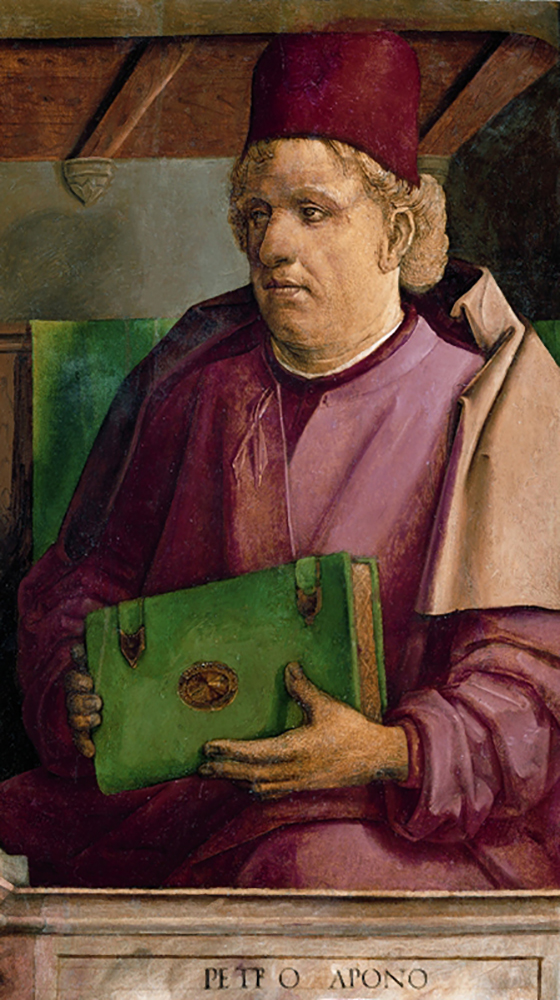
Pietro d'Abano

Pietro d'Abano, Petrus Aponus (sau Petrus de Apono, Petrus Aponensis) (c. 1250 - c. 1316) a fost un filozof și  astrolog italian, profesor de medicină la Padova.

## Biografie
S-a născut la Abano Terme (localitate situată lângă Padova) ca fiu al unui notar. A studiat medicina și filozofia la Paris. S-a stabilit la Padova unde a profesat ca medic, dobândind un oarecare prestigiu.

## Activitatea
În scrierile sale face pledoarie sistemelor filozofice și medicale ale lui Averroes și ale altor scriitori arabi.
Contribuția sa cea mai de seamă în domeniul medicinei și al științei în general a constat în promovarea metodei științifice.

## Probleme cu Inchiziția
Ca astrolog, a fost acuzat de vrăjitorie și erezie și trimis de două ori în judecată de către Inchiziție. Al doilea proces a continuat și după moartea sa. Cadavrul său a fost exhumat și ars.

## Scrieri

Conciliator differentiarum philosophorum et precipue medicorum

- Conciliator differentiarum quae inter philosophos et medicos versantur;
- Astrolabium planum;
- Heptameronul (sau Elementele magice) (Heptameron);
- Lucidator dubitabilium astronomiae;
- De venenis.